# Vay Lajos
Vajai báró Vay Lajos (1803. november 8. – Vatta, 1888. március 28.) az ősi Vay család Ábrahám vonalának leszármazottja, Borsod vármegye többszörös főispánja.

## Élete
Báró Vay Miklós dandártábornok, császári és királyi kamarás (1756–1824) és báró Adelsheim Johanna (1776–1862) fiaként született 1803-ban. Mind apja, mind anyja a széles körű műveltségű, európai kitekintésű emberek voltak. Vay Lajos először főispáni helytartóként állt Borsod vármegye élén, 1831 és 1845 között. Ezután 1848–1849-ben, majd 1860–1861-ben és 1867–1872-ben volt főispán. Felesége, széki gróf Teleki Erzsébet (1812–1881) volt, egyetlen fiuk, Vay Béla  (1830–1910), szintén betöltötte a főispáni posztot.
Utolsó, a kiegyezést követő főispáni megbízatásáról Ferenc József megbízásából 1867. április elején Andrássy Gyula miniszterelnök értesítette „Borsod vármegye közönségét”. Az 1867. április 30-án megrendezett látványos kinevezési aktus során, a kor atmoszférájának megfelelően alaposan „megadták a módját”: „…Borsod megye közönsége … nagy számmal sereglett egybe … [az] első megyei közgyűlésre, melyen főispánunk székét volt elfoglalandó. A megye hát nagy terme meg telvén Kun Bertalan Superintendens föl említé, hogy gyűlés elnök nélkül nem létezhet, Szalay Antalt … ajánlá elnökül… Az ideiglenes elnök elfoglalván székét indítványozá, hogy ősi szokásunkhoz képest főispán úr ő méltóságát küldöttség által hívják meg a közgyűlésre.” Ezután a küldöttség felkereste a kinevezett főispánt, és bevezette a közgyűlésre, és Vay Lajos „a ministerium által készített új eskü minta szerint letette az esküt”. Az előtte álló feladatokról a következőket mondta: „Mi is tehát, akik képviseljük Borsod megyét, értsünk egyet, egyesítsük erőnket mindig és mindenütt hol tettre szólíttatunk fel, hol tettre alkalmunk nyílik”. Vay Lajos ötéves szolgálatát követően – korára hivatkozva – felmentését kérte a főispáni funkció alól. Kézírásos levele 1872. június 1-jei dátummal fennmaradt. Visszavonulása után is sokat tevékenykedett, és 85 éves korában hunyt el, amikor éppen fia, Vay Béla volt a megye főispánja.